# Presnitz

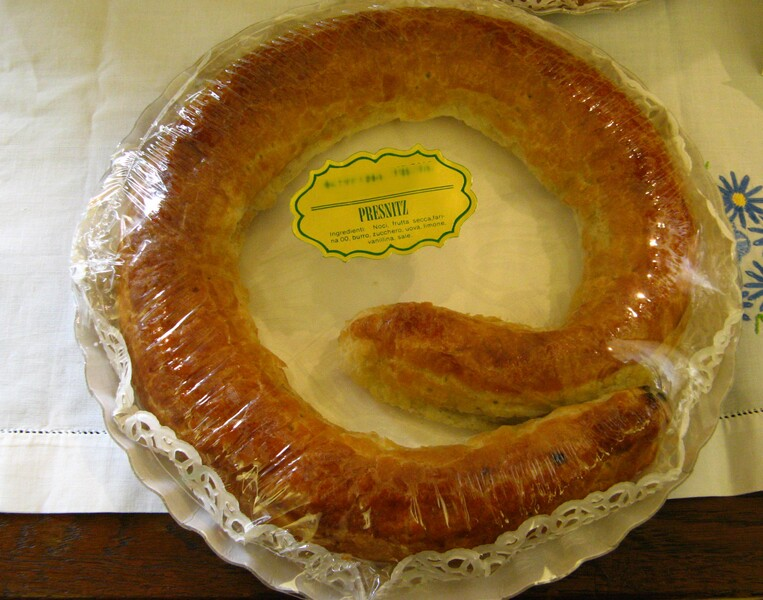
Presnitz.

El presnitz es un dulce tradicional de Trieste (Italia) hecho con láminas de hojaldre y un relleno de nuez, almendra, piñones, higos, ciruela, albaricoque, pasas, chocolate rallado, azúcar, canela, clavo y ron. Los ingredientes varían según donde se elabore, al tratarse de un dulce preparado artesanalmente que puede contar con variaciones.

## Historia
Pellegrino Artusi lo definió como un «dulce tudesco» para señalar su origen austrohúngaro. Parece que fue preparado por primera vez en 1832 en honor de Francisco I de Austria y la emperatriz Carolina Augusta de Baviera, de forma que el nombre sería una distorsión Preis Prinzessin (‘premio de la princesa’). De hecho, se trata de una leyenda - la palabra es una adaptación de la palabra eslovena ‘presnec’.